# Boletín técnico militar
Boletín técnico militar (en serbio: Војнотехнички гласник / Vojnotehnički glasnik), (en inglés: Military Technical Courier) es una revista científica multidisciplinaria revisada por pares que publica trimestralmente la Universidad de Defensa en Belgrado. Es una revista centrada en la ciencia militar que cubre una amplia gama de temas científicos, profesionales y técnicos. Sus artículos están dedicados a la ciencia fundamental y aplicada y a la I + D aplicable en la ciencia militar, así como a los logros técnicos prácticos en el campo. Los propietarios de la revista son el Ministerio de Defensa y el Ejército de Serbia.

## Alcance
TEl enfoque y alcance de la revista son:
- tecnologías militares y ciencias aplicadas
- matemáticas
- mecánica
- Ciencias de la Computación
- materiales
- Tecnología química
- electrónica
- telecomunicaciones
- ESO
- Ingeniería mecánica

## Historia
El primer número impreso de Boletín técnico militar se publicó el 1 de enero de 1953. Antes de su lanzamiento, cinco revistas publicadas de forma irregular (Boletín de artillería, Boletín de tanques, Boletín de ingeniería militar, Boletín de comunicaciones del Ejército Yugoslavo y Antecedentes y suministros del Ejército Yugoslavo) solía cubrir temas militares entre 1947 y principios de 1953. Esta revista mensual regular, Boletín técnico militar, tenía aproximadamente 1.000 páginas al año.
El Boletín se centró en diferentes áreas tecnológicas de interés para el Ejército (por ejemplo, militar, ingeniería, comunicaciones, etc.), así como en los servicios del ejército y cuestiones organizativas (por ejemplo, logística, suministros y provisiones, transporte, temas médicos y veterinarios, educación y capacitación, etc.). Las últimas noticias tecnológicas y los informes de ejércitos extranjeros se dieron en secciones separadas.
Entre 1958 y 1973, el Boletín técnico militar reflejó los cambios en las ramas y servicios del Ejército al introducir nuevas secciones sobre motores, revisión, combustibles, técnica de cohetes, armas, artillería, municiones, protección contra la corrosión, equipo de protección y servicio contra incendios, geodesia, normas. , etc. Se publicaron con frecuencia suplementos sobre temas particulares.
El Boletín tiene su formato impreso y electrónico. La primera edición electrónica de Boletín técnico militar apareció en Internet el 1 de enero de 2011. Todos los artículos son revisados por pares. El Ministerio de Educación, Ciencia y Desarrollo Tecnológico de la República de Serbia ha incluido al Boletín técnico militar en sus informes de evaluación en las siguientes áreas: matemáticas, mecánica, informática, electrónica, telecomunicaciones, ingeniería mecánica, ciencia de materiales, tecnología química e informática.

## Editores
Los editores del Boletín técnico militar:
- Coronel Dobrivoje Avramović (no 1/1953 y desde el no 7/1960 al no 9/1960),
- Coronel Vojislav M. Ilić (del no 2/1953 al no 6/1960),
- Coronel Zdravko Verbić (del no 10/1960 al no 5/1966),
- Coronel Slavko Čolić (del no 6/1966 al no 7/1968),
- Coronel Radisav Brajović (del no 8/1968 al 6/1973),
- Coronel Stanimir Ćirić (del no 1/1974 al no 3/1974),
- Teniente Coronel Nikola Zorić (del no 4/1974 al no 3/1978),
- Coronel Miroslav Ćojbašić (del no 4/1978 al 6/1989 y del no 3-4 / 1994 al no 2/2000),
- Coronel Tomislav Štulić (del no 1/1990 al no 6/1991),
- Coronel Živojin Grujić MSc (del no 1/1992 al no 6/1993),
- Teniente Coronel Vladimir Ristić (del no 1/1994 al no 2/1994),
- Coronel Stevan Josifović (del no 3/2000 al no 1/2007),
- Dragan Pamučar PhD (del No 3/2021 al no 3/2024),
- Teniente Coronel Nebojša Gaćeša MSc (del No 2/2007),
- Coronel Dragan Trifković PhD (del No 4/2024).[4]

## Política de publicación
Boletín técnico militar es una revista de acceso abierto, lo que significa que todo el contenido está disponible de forma gratuita y sin cargo para el usuario o su institución. Los usuarios pueden leer, descargar, copiar, distribuir, imprimir, buscar o enlazar a los textos completos de los artículos, o utilizarlos para cualquier otro propósito legal, sin pedir permiso previo al editor o al autor. Esto está de acuerdo con la definición de BOAI de acceso abierto. Utiliza la licencia Creative Commons Attribution (CC BY). Está indexado por el Directory of Open Access Journals.

## Indexaciones
- SCOPUS[9]
- DOAJ[10]

## Premios
Por sus aportes al Ejército, el Boletín técnico militar fue galardonado en varias ocasiones (en 1977, recibió la Orden al Mérito Militar con Gran Estrella; en 2002, la Orden del Ejército Yugoslavo de 3.a Clase por su 50 aniversario y en 2012 con la Medalla Militar Conmemorativa).